# United States Armed Forces
De United States Armed Forces zijn de strijdkrachten van de Verenigde Staten, en bestaan uit de volgende onderdelen:
- United States Army
  - United States Army Nurse Corps
- United States Marine Corps
- United States Navy
  - United States Navy Nurse Corps
- United States Air Force
- United States Coast Guard (in vredestijd valt de kustwacht onder het Department of Homeland Security; in oorlogstijd wordt het onder bevel geplaatst van de Amerikaanse marine)
- United States Space Force

Ongeveer 1,4 miljoen militairen zijn op het ogenblik in actieve dienst, en er zijn een extra 860.000 reservisten. Op het ogenblik is er geen dienstplicht in de Verenigde Staten.
De Amerikaanse strijdkrachten worden over het algemeen beschouwd als de sterkste krijgsmacht in de wereld, die mondiaal kan worden ingezet. De defensie-uitgaven van de VS zijn (anno 2005) groter dan die van de eerstvolgende twintig landen op de "ranglijst" bij elkaar opgeteld.
De strijdkrachten staan onder bestuur van het Amerikaanse Ministerie van Defensie, dat gehuisvest is in het Pentagon bij de stad Washington. Volgens de Amerikaanse grondwet is de president van de Verenigde Staten de opperbevelhebber (Commander in Chief) van de US Armed Forces.
De Uniform Code of Military Justice (UCMJ) fungeert als het strafwetboek van de Amerikaanse strijdkrachten.